# Ричфилд, Мишель
Мишель Ричфилд — британская вокалистка, наиболее известная по своему участию в группе Dominion, а также по гостевому вокалу в композициях групп Anathema, My Dying Bride и Antimatter. Основным же музыкальным проектом Мишель является Sear.
Для совершенствования и разогрева своего вокала Мишель использует аудиоплёнки с записями стандартных вокальных упражнений.

## Биография
Мишель Ричфилд родилась в Галифаксе. Первоначально занималась игрой на скрипке, однако впоследствии занялась вокалом.

## Музыкальная деятельность
Свою музыкальную карьеру Мишель начала в качестве вокалистки группы дум/дэт-метал группы Dominion, с которой приняла участие в записи двух первых альбомов — Interface 1996 и Blackout 1998 годов. Немногим позднее по приглашению басиста Дункана Паттерсона исполнила партии женского вокала на альбоме Eternity группы Anathema. Мишель Ричфилд:

Записывая вокал для Anathema, я поняла, чем хочу заниматься дальше и что мне близка именно такая музыка… Я получила настоящее удовольствие, работая с ребятами из Anathema, — это искренние, душевные, неповторимые люди.
В 1998 году также спела на композиции Heroin Chic с альбома 34.788%... Complete дум-метал группы My Dying Bride.
В 2001 году по приглашению участников группы Antimatter Мишель спела на их дебютном альбоме Saviour.

## Дискография

### Dominion
- 1996 — Interface
- 1998 — Blackout

### Anathema
- 1996 — Eternity
- 1998 — Peaceville X[2]

### My Dying Bride
- 1998 — 34.788%... Complete (композиция Heroin Chic)

### Antimatter
- 2001 — Saviour
- 2003 — Lights Out (композиции Dream и Expire)

### Unknown Replica
- 2020 - Winter Pt.1 and Pt. 2 (Ghost Ambience Mix)